# Carn Dûm
 (juillet 2025).
Motif : Vingt ans après la création de cette page, je constate qu'il n'y a aucune source pour cette capitale de fiction d'un royaume de fiction (capitale qui au demeurant n'est pas centrale dans l'œuvre de Tolkien). Pas opposé pour laisser une redirection afin de garder la catégorisation. Sur les cinq interwikis, aucun en anglais, les interwikis allemand et italien renvoient à un paragraphe sur la liste des villes du Seigneur des Anneaux et l'interwiki en espagnol ne comporte aucune source centrée de référence.
- Archive Wikiwix
- Bing
- Cairn
- DuckDuckGo
- E. Universalis
- Gallica
- Google
- G. Books
- G. News
- G. Scholar
- Persée
- Qwant
- (zh) Baidu
- (ru) Yandex
- (wd) trouver des œuvres sur Wikidata

| 1. | Préciser le motif de la pose du bandeau. | Précisez le motif de la pose du bandeau en utilisant la syntaxe suivante : {{admissibilité à vérifier\|date=juillet 2025\|motif=remplacez ce texte par le motif}}             |
| 2. | Informer les utilisateurs concernés.     | Pensez à avertir le créateur de l'article, par exemple, en insérant le code ci-dessous sur sa page de discussion : {{subst:avertissement admissibilité à vérifier\|Carn Dûm}} |

Carn Dûm est la capitale de Angmar, en Terre du Milieu, dans l'œuvre de l'écrivain britannique J. R. R. Tolkien.

## Histoire
Cette forteresse a été habitée par le Roi-Sorcier d'Angmar et ses nombreux séides, Orques, Hommes et autres créatures. De celle-ci partirent les attaques du roi-sorcier d'Angmar contre les trois petits royaumes d'Arnor, celui-ci parvenant à détruire rapidement le Rhudaur, puis le Cardolan.
L'Arthedain est détruit par une offensive en T.A. 1974, mais le Roi-Sorcier est vaincu l'année suivante durant la bataille de Fornost, par les Dúnedain de Gondor, les survivants d'Arnor, et des Elfes du Lindon. Carn Dûm a été complètement détruite, mais un certain nombre d'Orques y survécurent au moins jusqu'à la guerre des Nains et des Orques (2793 - 2799 T.A.).

## Adaptations
Carn Dûm apparaît dans plusieurs jeux vidéo : Le Seigneur des Anneaux : La Guerre du Nord, Le Seigneur des Anneaux : La Bataille pour la Terre du Milieu II - L'Avènement du Roi-Sorcier et Le Seigneur des Anneaux Online.